# Frederic Faura i Prat
Frederic Faura i Prat (Artés, el Bages, 13 de desembre de 1840 - Manila, les Filipines, 23 de gener de 1897) fou un meteoròleg i eclesiàstic català.
Frederic Faura va estudiar a Vic i ingressà a la Companyia de Jesús l'any 1865. El 1866 fou destinat a les Filipines, on s'especialitzà en meteorologia. Estudià, sobretot, els ciclons que afecten l'arxipèlag i fundà l'Observatori de l'Ateneu Municipal de Manila (1869). Del 1871 al 1878 va viure en diversos països europeus, on completà la seva formació científica. De retorn a Manila, va prosseguir les investigacions meteorològiques. Va formular les lleis reguladores dels ciclons en aquelles latituds (1882) i construí el cèlebre baròmetre aneroide per prevenir-los (1883). Va crear una xarxa de 24 estacions meteorològiques distribuïdes per tot l'arxipèlag. Diversos països veïns demanaven les seves informacions meteorològiques regularment. Assistí als congressos meteorològics de París (1889) i Chicago (1893). A partir de l'any 1886 es dedicà a reorganitzar l'Observatori que ell mateix havia fundat, el qual proveí dels aparells més moderns de l'època i dividí en quatre estacions: meteorològica, magnètica, sísmica i astronòmica.